# Sabatia paniculata
Sabatia paniculata là một loài thực vật có hoa trong họ Long đởm. Loài này được (Michx.) Pursh miêu tả khoa học đầu tiên năm 1814.